# Tommy Vance
Tommy Vance, född 11 juli 1941 i Eynsham, Oxfordshire, död 6 mars 2005, var en brittisk journalist och DJ. Mellan 1978 och 1993 presenterade han The Friday Rock Show på BBC Radio 1, ett av de få brittiska radioprogram där hårdrock och heavy metal spelades. Programmet var en bidragande faktor till genomslaget av New Wave of British Heavy Metal, och omnämns bland annat i texten till Saxons låt Denim And Leather från 1981.
Under 1980-talet kom Vance att bli närmast synonym med den tyngre rocken, och mellan 1982 och 1986 var han presentatör på Monsters of Rock-festivalen vid Castle Donington, Leicestershire.
Vance avled i sviterna av en stroke på Darenth Valley Hospital nära Dartford, Kent den 6 mars 2005.